# 대성에너지
대성에너지 주식회사는 대한민국의 에너지 기업이다.